# Elachyptera parvifolia
Elachyptera parvifolia är en benvedsväxtart som först beskrevs av Oliver, och fick sitt nu gällande namn av N. Hallé. Elachyptera parvifolia ingår i släktet Elachyptera och familjen Celastraceae. Inga underarter finns listade.